# Beate Grimsrud
Beate Grimsrud (Bærum, Noruega, 28 d'abril de 1963 - Estocolm, Suècia, 1 de juliol de 2020) fou una escriptora, dramaturga i directora de cinema i ràdio noruega resident a Estocolm, Suècia, des de 1984. Escrivia tant en noruec com en suec.

## Biografia
Grimsrud va debutar al món literari el 1990 amb el recull de contes Det fins grenser for hva jeg ikke forstår, però va destacar sobretot com a novel·lista. Com a directora de cinema i ràdio, va escriure drames, radioteatre, documentals per a televisió i llargmetratges.
Va rebre diversos premis i va ser nominada al Premi de Literatura del Consell Nòrdic el 2000 per Å smyge forbi en øks, i el 2011 per En dåre fri. El 2011 va ser guardonada amb el Premi Dobloug per la seva trajectòria literària. Va participar en l'obra The Tunnel of Light a l'estació de Nydalen a Oslo.
Va morir el 1r de juliol de 2020, als cinquanta-vuit anys, després de patir càncer de mama.

## Obres

### Novel·les
- Continental Heaven (1993)
- Å smyge forbi en øks (1998)
- Hva er det som fins i skogen barn? (2002)
- Søvnens lekkasje (2007)
- En dåre fri (2010)
- Evighetsbarna (2015).
- Jeg foreslår at vi våkner (2020)

### Guions
- En film om fotboll (1996)
- Noen spørsmål om boksing (1999)
- Ballen i øyet (2000)
- Det pleier å gå bra (2010)